# Mauges

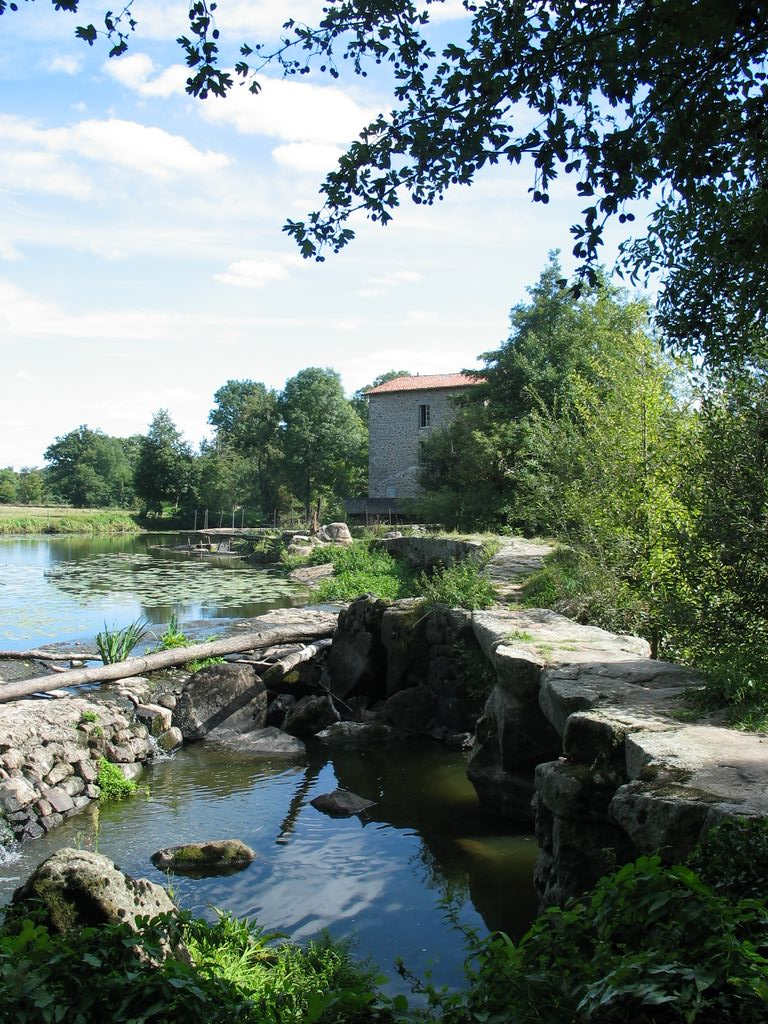
Bij Le Longeron

De Mauges (meervoudsvorm) is de naam van een kleine landstreek in het westen van Frankrijk, in het departement Maine-et-Loire (regio Pays de la Loire.

## Geschiedenis
De Mauges danken hun naam aan de ondergrond die rijk is aan mineralen. In het Latijn sprak men van Pagus Medalgicus of Pagus Metallicus (metaalland).
Het gebied is een speelbal geweest van de omliggende machten Aquitanië en Bretagne. Aan het einde van het ancien régime was het een provincie van de Franse provincie Anjou.

## Gemeenten
Communautés de communes (CC) van het  Pays des Mauges
- CC de la Région de Chemillé

Chanzeaux, La Chapelle-Rousselin, Chemillé, Cossé-d'Anjou, La Jumellière, Melay, Neuvy-en-Mauges, La Salle-de-Vihiers, Sainte-Christine, Saint-Georges-des-Gardes, Saint-Lézin, La Tourlandry, Valanjou
- CC du Canton de Montrevault

La Boissière-sur-Èvre, Chaudron-en-Mauges, La Chaussaire, Le Fief-Sauvin, Le Fuilet, Montrevault, Le Puiset-Doré, Saint-Pierre-Montlimart, Saint-Quentin-en-Mauges, Saint-Rémy-en-Mauges, La Salle-et-Chapelle-Aubry
- CC du Centre Mauges

Andrezé, Beaupréau, Bégrolles-en-Mauges, La Chapelle-du-Genêt, Gesté, Jallais, La Jubaudière, Le Pin-en-Mauges, La Poitevinière, Saint-Philbert-en-Mauges, Villedieu-la-Blouère, Le May-sur-Èvre
- CC du Canton de Champtoceaux

Bouzillé, Champtoceaux, Drain, Landemont, Liré, Saint-Christophe-la-Couperie, Saint-Laurent-des-Autels, Saint-Sauveur-de-Landemont, La Varenne
- CC de Moine et Sèvre

Montfaucon-Montigné, Saint-Crespin-sur-Moine, Saint-Germain-sur-Moine, Tillières, Le Longeron, La Renaudière, Roussay, Saint-André-de-la-Marche, Saint-Macaire-en-Mauges, Torfou
- CC du Canton de Saint-Florent-le-Vieil

Beausse, Botz-en-Mauges, Bourgneuf-en-Mauges, La Chapelle-Saint-Florent, Le Marillais, Le Mesnil-en-Vallée, Montjean-sur-Loire, La Pommeraye, Saint-Florent-le-Vieil, Saint-Laurent-de-la-Plaine, Saint-Laurent-du-Mottay
- CC du Bocage

Les Cerqueux-de-Maulévrier, Coron, Maulévrier, La Plaine, Somloire, Yzernay
- Communauté d'Agglomération du Choletais

Chanteloup-les-Bois, Cholet, Le May-sur-Èvre, Mazières-en-Mauges, Nuaillé, La Romagne, Saint-Christophe-du-Bois, Saint-Léger-sous-Cholet, La Séguinière, La Tessoualle, Toutlemonde, Trémentines, Vezins